# 군산 불주사 대웅전
군산 불주사 대웅전(群山 佛住寺 大雄殿)은 대한민국 전북특별자치도 군산시에 있는 건축물이다. 1985년 8월 16일 전라북도의 유형문화재 제117호로 지정되었다.

## 개요
이 대웅전은 불주사의 본당으로 석가모니불을 모신 곳이다.
불주사는 백제 침류왕 원년 인도승 마라난타 스님이 점지하여 의자왕 말년까지 삼창하였다고 전해지고 있다. 이 곳 산의 모양이 석가모니 부처님이 설법하였던 옛 인도 마갈타국 왕사성의 영취산과 비슷하다 하여 산이름을 취성산으로 절 이름을 불주사라 하였다. 고려 성종 10년(991년) 대덕 스님이 주석하였고, 충렬왕 20년(1394년) 해원원명 대사가 중건하였다. 조선 인조 7년(1629년) 경륜해안 비구가 중수하였으며, 조선 숙종 42년(1716년) 덕령신초 스님이 고쳤다. 1911년 일제시대 김종우 화상이 중수하고 2000년에 해체 복원하였다. 자연석 기단을 사용하였고 대웅전 내부는 천장과 바닥마루를 우물 모양으로 조성하였다.

## 참고 자료
- 불주사대웅전 - 국가유산청 국가유산포털